# Mujer en las olas
Mujer en las olas (en francés, La femme à la vague) es una pintura del artista francés Gustave Courbet, creada en 1868. Se encuentra en la colección del Museo Metropolitano de Arte de Nueva York.

## Historia
En 1873 Courbet vendió el cuadro al marchante de arte Paul Durand-Ruel, quien en 1875 lo revendió al barítono Jean-Baptiste Faure. En enero de 1893, Durand-Ruel volvió a comprar la pintura a Faure y luego la vendió de nuevo a Henry Osborne Havemeyer, un rico empresario del azúcar estadounidense, y a su esposa Louisine Havemeyer. En 1929, después de la muerte de la Sra. Havemeyer, la pintura y la mayor parte de su gran colección de arte pasó al museo Metropolitano de Arte de Nueva York según sus últimos deseos.

## Descripción
La pintura representa en primer plano a una mujer joven sumergida en el mar y que se apoya en una roca oscura. Su cabello ondulado, castaño rojizo, está casi escondido detrás de sus brazos levantados sobre su cabeza cubriéndose el uno al otro, mientras varios mechones ondulados caen sobre su rostro. Al levantar los brazos, la mujer deja a la vista dos grandes pechos, que hacen aún más erótica la obra. Los brazos y los senos forman un contrapunto que conduce a una antítesis entre la contracción de los primeros y la expansión de los segundos. Pequeñas salpicaduras de agua golpean el torso de la joven y se vuelven más espumosas. El escenario de la imagen es oscuro, ya que el sol en el lejano horizonte está a punto de ponerse y la noche se avecina. Un barco se puede ver en la distancia.
El cuadro forma parte de una serie de desnudos realizados por el artista entre 1864 y 1868, tras el éxito del cuadro El nacimiento de Venus de Alexandre Cabanel, expuesto en el Salón de 1863. El cuadro se caracteriza por un gran realismo, con el que Courbet contradecía las técnicas artísticas entonces aceptadas en el Salón, siendo por ello tildado de "vulgar" e incluso "obsceno". En efecto, el tratamiento realista de la piel, los volúmenes naturales y el no omitir la presencia del vello en las axilas no se corresponden con las bañistas tradicionales, además de que la curbetiana es mucho más sensual y provocadora. Se desconoce la identidad de la modelo, pero es probable que sea la misma que posó para Mujer con loro, otro lienzo del artista del momento.